# Conselheiro Pena
Conselheiro Pena é um município brasileiro no interior do estado de Minas Gerais, Região Sudeste do país. Localiza-se no Vale do Rio Doce e está situado a cerca de 400 km a leste da capital do estado. Ocupa uma área de 1 483,884 km², sendo que 3,2 km² estão em perímetro urbano, e sua população foi estimada em 21 113 habitantes em 2024.
A exploração do atual município teve início no século XVIII, quando chegaram os primeiros forasteiros, que adentraram o curso do rio Doce e seus afluentes e exterminaram os índios Botocudos, primitivos habitantes do lugar, em disputas por terras a fim de extrair ouro. No entanto, as minas auríferas entram em decadência pouco tempo depois e somente após a chegada da Estrada de Ferro Vitória a Minas (EFVM), em 1908, um núcleo urbano estabeleceu-se ao redor da estação ferroviária, desenvolvendo-se em função da agricultura e, mais tarde, da extração de pedras semipreciosas. Em 1923 foi criado o distrito, pertencente a Itanhomi, tendo emancipado-se em 1938.
A agricultura e a exploração mineral foram por muito tempo as principais fontes de renda municipal, mais tarde substituídas pela pecuária bovina, cuja atividade destaca-se no município. Atualmente, um dos principais atrativos é o Parque Estadual de Sete Salões, uma das principais reservas ambientais de Mata Atlântica da região do Vale do Rio Doce, que possui um complexo de morros, matas, cachoeiras, e grutas com pinturas rupestres, com destaque também para a Serra da Onça, situada no interior do parque, e a Serra do Padre Ângelo, com suas elevações propícias à prática de esportes radicais.

## História

Vista da Praça da Matriz

O desbravamento da região do atual município de Conselheiro Pena teve início na primeira metade do século XVIII. O local até então era habitado exclusivamente pelos índios Botocudos, conhecidos pela sua ferocidade. Os primeiros exploradores chegaram ao lugar através do rio Doce, adentrando seus afluentes à procura de ouro, cuja exploração iniciou-se por volta de 1740 e propiciou a formação do povoado de Cuieté, às margens do rio Cuieté (atual rio Caratinga); mais tarde elevado à categoria de freguesia. Durante décadas os indígenas foram exterminados pelos colonizadores, que tinham objetivo de dominar as terras. Os índios que sobreviviam eram catequizados e civilizados, sendo que no começo do século XIX restavam poucos representantes da etnia, a maioria servindo como mão de obra das fazendas existentes. As minas auríferas se esgotaram algum tempo depois e, após 1780, a localidade entrou em declínio. Grande parte dos habitantes se mudou e restaram apenas poucas fazendas. O lugar, conhecido como Lajão e até então pertencente a Itabira, foi transferido para Peçanha, Manhuaçu, Caratinga e, até a emancipação, Itanhomi.
Em 1908, chegaram à localidade os trilhos da Estrada de Ferro Vitória a Minas (EFVM). Ao redor da estação ferroviária estabelecem-se alguns moradores, pequenos comerciantes e, mais tarde, uma capela, formando um pequeno núcleo urbano. A agricultura tornou-se a principal fonte de renda local, com destaque às culturas do arroz, feijão, milho e, mais tarde, café, e pouco tempo depois, foram descobertas jazidas de pedras semipreciosas. Dado o desenvolvimento populacional e econômico, pela lei estadual nº 843, de 7 de setembro de 1923, criou-se o distrito de Lajão, pertencente a Itanhomi, emancipando-se pelo decreto-lei estadual nº 148, de 17 de dezembro de 1938; recebendo então a denominação de Conselheiro Pena, em homenagem a Afonso Pena. Na década de 1940 a agricultura começou a ser substituída pela pecuária leiteira e de corte, que fizeram o município como destaque na região.
Quando emancipado, Conselheiro Pena era constituído de seis distritos, além da sede, sendo eles Aldeia, Barra do Cuieté, Bom Jesus do Mantena, Floresta, Penha do Norte e São Tomé. Pela lei estadual nº 1.058, de 31 de dezembro de 1943, é criado o distrito de Ferruginha, Floresta passou a denominar-se Alvarenga e São Tomé a chamar-se Moscovita e Bom Jesus de Mantena emancipa-se com o nome de Mantena. Pela lei estadual nº 336, de 27 de dezembro de 1948, são criados os distritos de Cuparaque e Goiabeiras e Moscovita emancipa-se com o nome de Galileia. Pela lei estadual nº 1.039, de 12 de dezembro de 1953, criam-se os distritos de Bueno e Cuieté Velho. Pela lei estadual nº 2.764, de 30 de dezembro de 1962, emancipa-se o distrito de Alvarenga. E pela lei estadual nº 12.030, de 21 de dezembro de 1995, Goiabeira se emancipa e desmembram-se os distritos de Cuparaque e Aldeia para formarem o município de Cuparaque. Atualmente, restam cinco distritos: Barra do Cuieté, Bueno, Cuieté Velho, Ferruginha e Penha do Norte, além do Distrito-Sede.

## Geografia
A área do município, segundo o Instituto Brasileiro de Geografia e Estatística (IBGE), é de 1 483,884 km², sendo que 3,2729 km² constituem a zona urbana. Situa-se a 19º10'20" de latitude sul e 41°28'20" de longitude oeste e está a uma distância de 400 quilômetros a leste da capital mineira. Seus municípios limítrofes são Mantenópolis (no Espírito Santo), Central de Minas, São Geraldo do Baixio e Galileia, a norte; Tumiritinga, a noroeste; Itanhomi e Tarumirim, a oeste; Alvarenga, a sudoeste; Pocrane, a sul; Santa Rita do Itueto, a sudeste; Resplendor, a leste; e Cuparaque e Goiabeira, a nordeste.
De acordo com a divisão regional vigente desde 2017, instituída pelo IBGE, o município pertence às Regiões Geográficas Intermediária e Imediata de Governador Valadares. Até então, com a vigência das divisões em microrregiões e mesorregiões, fazia parte da microrregião de Governador Valadares, que por sua vez estava incluída na mesorregião do Vale do Rio Doce.

### Relevo, hidrografia e meio ambiente

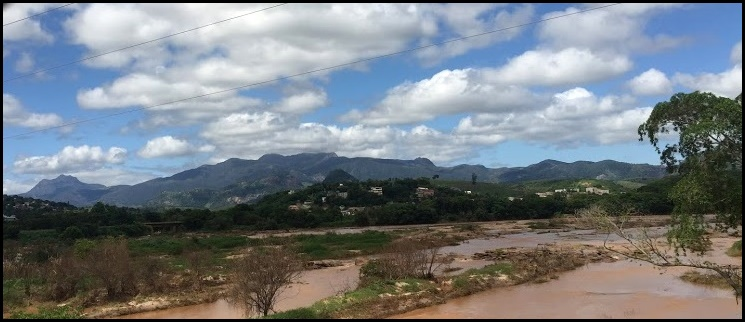
Cadeia de morros nos arredores de Conselheiro Pena conhecida como "Bela Adormecida"

O relevo do município de Conselheiro Pena é predominantemente acidentado. A altitude máxima encontra-se na Serra do Pinhão, que chega aos 1 605 metros, enquanto que a altitude mínima está na foz do córrego da Lapa, com 339 metros. Já o ponto central da cidade está a cerca de 120 metros. Os principais mananciais que passam pelo município são os rios Doce e Caratinga, sendo que o rio Doce banha a cidade. Contudo, o território municipal é banhado por vários cursos hídricos de menor porte, como o rio João Pinto, o ribeirão Itatiaia e o córrego Vala Rufins.
Por vezes, na estação das chuvas, os rios que cortam o município, principalmente o rio Doce, sofrem com a elevação de seus níveis, provocando enchentes em suas margens, o que exige a existência de um sistema de alerta contra enchentes eficaz. A cidade foi uma das mais afetadas pelas enchentes de 1979, e em 2003 fortes chuvas provocaram novamente grandes inundações nas proximidades dos rios. Atualmente existe uma série de estações pluviométricas e fluviométricas instaladas em Conselheiro Pena, que são administradas pela Companhia de Pesquisa de Recursos Minerais (CPRM) e que visam a alertar a população de uma possível enchente.
A vegetação predominante no município é a Mata Atlântica, sendo que os principais problemas ambientais presentes, segundo a prefeitura em 2010, eram o assoreamento de corpos d'água, a escassez da água, a poluição hídrica, a contaminação do solo, as queimadas e o desmatamento. Os setores mais afetados por esses empecilhos são a atividade pecuária e a atividade agrícola. A cidade conta, entretanto, com Conselho Municipal de Meio Ambiente, criado em 1998 e de caráter paritário. Uma das principais áreas de preservação ambiental situadas no município é o Parque Estadual de Sete Salões, que foi criado em 22 de setembro de 1998 e engloba ainda partes dos municípios de Resplendor, Santa Rita do Itueto e Itueta. Possui área total 12 520,90 ha. e é um dos maiores remanescente de Mata Atlântica do Vale do Rio Doce, estando associado a formações de campos rupestres e florestas de candeias. Outra área preservada é a Serra do Padre Ângelo, onde além da presença da Mata Atlântica, é considerada como o extremo norte da mata de araucária no Brasil.

### Clima
| Maiores acumulados diários de chuva registrados em Conselheiro Pena por meses | Maiores acumulados diários de chuva registrados em Conselheiro Pena por meses | Maiores acumulados diários de chuva registrados em Conselheiro Pena por meses | Maiores acumulados diários de chuva registrados em Conselheiro Pena por meses | Maiores acumulados diários de chuva registrados em Conselheiro Pena por meses | Maiores acumulados diários de chuva registrados em Conselheiro Pena por meses |
| Mês                                                                           | Acumulado                                                                     | Data                                                                          | Mês                                                                           | Acumulado                                                                     | Data                                                                          |
| ----------------------------------------------------------------------------- | ----------------------------------------------------------------------------- | ----------------------------------------------------------------------------- | ----------------------------------------------------------------------------- | ----------------------------------------------------------------------------- | ----------------------------------------------------------------------------- |
| Janeiro                                                                       | 135 mm                                                                        | 01/01/1981                                                                    | Julho                                                                         | 28,4 mm                                                                       | 13/07/1990                                                                    |
| Fevereiro                                                                     | 161,3 mm                                                                      | 21/02/2021                                                                    | Agosto                                                                        | 46,6 mm                                                                       | 26/08/1984                                                                    |
| Março                                                                         | 149,4 mm                                                                      | 16/03/1979                                                                    | Setembro                                                                      | 98,7 mm                                                                       | 26/09/1991                                                                    |
| Abril                                                                         | 101,2 mm                                                                      | 14/04/1980                                                                    | Outubro                                                                       | 107,4 mm                                                                      | 23/10/1999                                                                    |
| Maio                                                                          | 47,6 mm                                                                       | 12/05/1973                                                                    | Novembro                                                                      | 130,2 mm                                                                      | 30/11/2004                                                                    |
| Junho                                                                         | 46,5 mm                                                                       | 04/06/2013                                                                    | Dezembro                                                                      | 112,2 mm                                                                      | 09/12/1980                                                                    |
| Fonte: Agência Nacional de Águas e Saneamento Básico (ANA)                    |                                                                               |                                                                               |                                                                               |                                                                               |                                                                               |

O clima conselheiro-penense é caracterizado, segundo o IBGE, como tropical quente semiúmido (tipo Aw segundo Köppen), tendo temperatura média anual de 22,8 °C com invernos secos e amenos e verões chuvosos e com temperaturas elevadas. O mês mais quente, março, tem temperatura média de 25,1 °C, sendo a média máxima de 30,4 °C e a mínima de 19,8 °C. E o mês mais frio, julho, de 19,9 °C, sendo 26,3 °C e 13,5 °C as médias máxima e mínima, respectivamente. Outono e primavera são estações de transição.
A precipitação média anual é de 1 250,6 mm, sendo julho o mês mais seco, quando ocorrem apenas 13,6 mm. Em dezembro, o mês mais chuvoso, a média fica em 222 mm. Nos últimos anos, entretanto, os dias quentes e secos durante o inverno têm sido cada vez mais frequentes, não raro ultrapassando a marca dos 30 °C, especialmente entre julho e setembro. Em setembro de 2011, por exemplo, a precipitação de chuva em Conselheiro Pena não passou dos 0 mm. Durante a época das secas e em longos veranicos em pleno período chuvoso também são comuns registros de queimadas em morros e matagais, principalmente na zona rural da cidade, o que contribui com o desmatamento e com o lançamento de poluentes na atmosfera, prejudicando ainda a qualidade do ar.
Segundo dados da Companhia de Pesquisa de Recursos Minerais (CPRM), desde 1944 o maior acumulado de chuva registrado em 24 horas em Conselheiro Pena foi de 161,3 mm no dia 21 de fevereiro de 2021. Outros grandes acumulados foram de 149,4 mm em 16 de março de 1979, 135 mm em 1º de janeiro de 1981 e 130,2 mm em 30 de novembro de 2004. De acordo com o Instituto Nacional de Pesquisas Espaciais (INPE), o município é o 764º colocado no ranking de ocorrências de descargas elétricas no estado de Minas Gerais, com uma média anual de 1,2968 raios por quilômetro quadrado.
| Dados climatológicos para Conselheiro Pena | Dados climatológicos para Conselheiro Pena | Dados climatológicos para Conselheiro Pena | Dados climatológicos para Conselheiro Pena | Dados climatológicos para Conselheiro Pena | Dados climatológicos para Conselheiro Pena | Dados climatológicos para Conselheiro Pena | Dados climatológicos para Conselheiro Pena | Dados climatológicos para Conselheiro Pena | Dados climatológicos para Conselheiro Pena | Dados climatológicos para Conselheiro Pena | Dados climatológicos para Conselheiro Pena | Dados climatológicos para Conselheiro Pena | Dados climatológicos para Conselheiro Pena |
| Mês                                        | Jan                                        | Fev                                        | Mar                                        | Abr                                        | Mai                                        | Jun                                        | Jul                                        | Ago                                        | Set                                        | Out                                        | Nov                                        | Dez                                        | Ano                                        |
| ------------------------------------------ | ------------------------------------------ | ------------------------------------------ | ------------------------------------------ | ------------------------------------------ | ------------------------------------------ | ------------------------------------------ | ------------------------------------------ | ------------------------------------------ | ------------------------------------------ | ------------------------------------------ | ------------------------------------------ | ------------------------------------------ | ------------------------------------------ |
| Temperatura máxima média (°C)              | 30,3                                       | 30,4                                       | 30,4                                       | 29                                         | 27,6                                       | 26,5                                       | 26,3                                       | 27,1                                       | 27,5                                       | 28,3                                       | 28,9                                       | 29,3                                       | 28,4                                       |
| Temperatura mínima média (°C)              | 19,3                                       | 19,7                                       | 19,8                                       | 18,1                                       | 16                                         | 13,8                                       | 13,5                                       | 14,6                                       | 15,9                                       | 18,3                                       | 19,2                                       | 19,4                                       | 17,3                                       |
| Precipitação (mm)                          | 219,3                                      | 122,1                                      | 148,6                                      | 76                                         | 38,4                                       | 16,7                                       | 13,6                                       | 19,9                                       | 52,2                                       | 129,2                                      | 192,6                                      | 222                                        | 1 250,6                                    |
| Fonte: Somar Meteorologia                  |                                            |                                            |                                            |                                            |                                            |                                            |                                            |                                            |                                            |                                            |                                            |                                            |                                            |

## Demografia
Em 2022, a população foi estimada em 20 824 habitantes pelo censo daquele ano, realizado pelo Instituto Brasileiro de Geografia e Estatística (IBGE). Em 2010, a população era de 22 242 habitantes. Segundo o censo de 2010, 10 754 habitantes eram homens e 11 488 habitantes mulheres. Ainda segundo o mesmo censo, 17 601 habitantes viviam na zona urbana e 4 641 na zona rural. Da população total, 5 485 habitantes (24,66%) tinham menos de 15 anos de idade, 14 509 habitantes (65,23%) tinham de 15 a 64 anos e 2 248 pessoas (10,11%) possuíam mais de 65 anos, sendo que a esperança de vida ao nascer era de 75,2 anos e a taxa de fecundidade total por mulher era de 2,2.

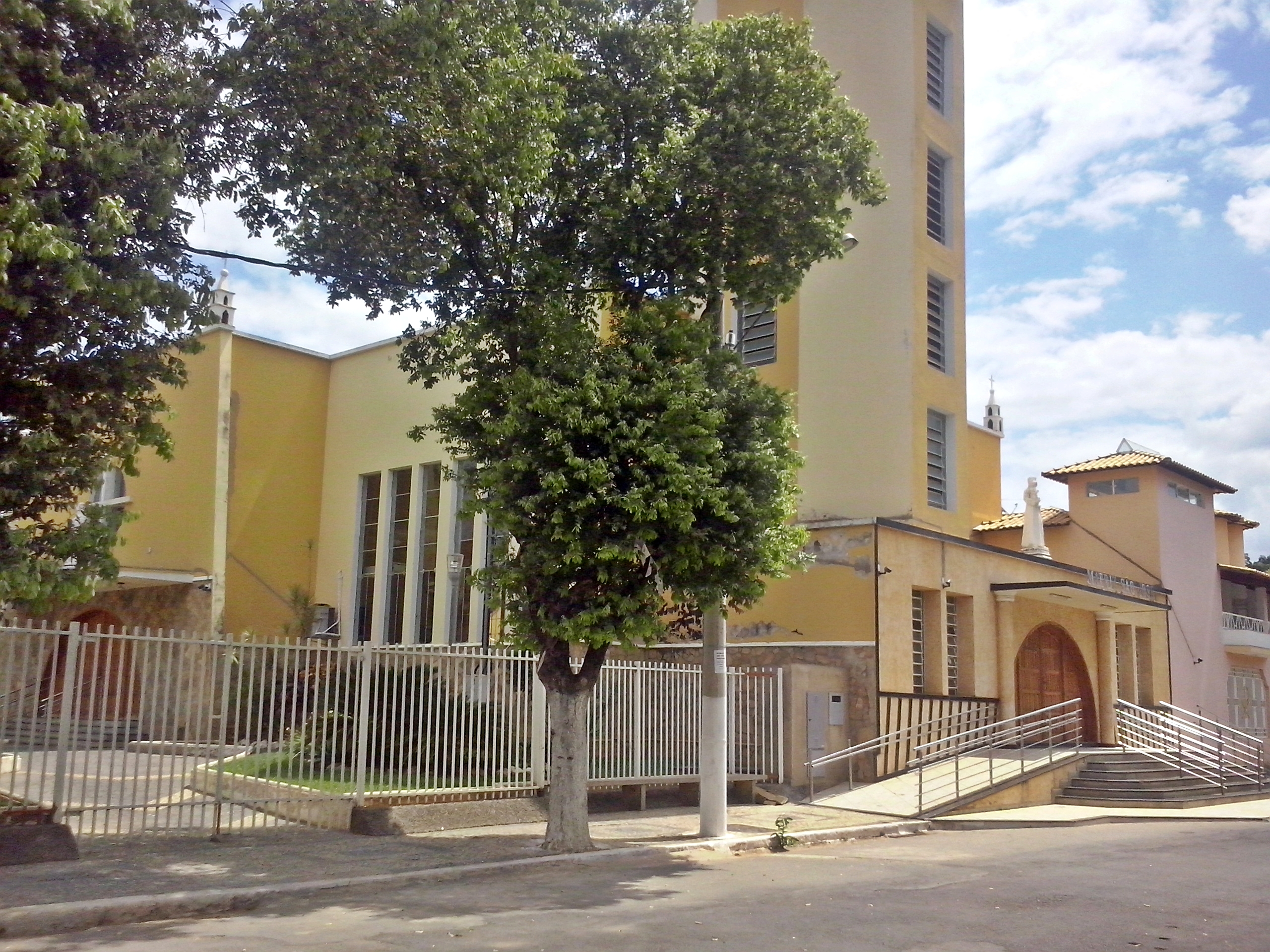
Vista da Igreja Matriz de São José

Em 2010, segundo dados do censo do IBGE daquele ano, a população conselheiro-penense era composta por 8 463 brancos (38,05%); 1 856 negros (8,34%); 265 amarelos (1,19%); 11 622 pardos (52,25%) e 36 indígenas (0,16%). Considerando-se a região de nascimento, 64 eram nascidos na Região Norte (0,29%), 238 na Região Nordeste (1,07%), 21 700 no Sudeste (97,56%), 19 no Sul (0,09%) e 19 no Centro-Oeste (0,08%). 20 636 habitantes eram naturais do estado de Minas Gerais (92,78%) e, desse total, 15 061 eram nascidos em Conselheiro Pena (67,71%). Entre os 1 606 naturais de outras unidades da federação, Espírito Santo era o estado com maior presença, com 780 pessoas (3,51%), seguido por São Paulo, com 157 residentes (0,71%), e pela Bahia, com 153 habitantes residentes no município (0,69%).
O Índice de Desenvolvimento Humano Municipal (IDH-M) de Conselheiro Pena é considerado médio pelo Programa das Nações Unidas para o Desenvolvimento (PNUD), sendo que seu valor é de 0,662 (o 2846º maior do Brasil). A cidade possui a maioria dos indicadores próximos à média nacional segundo o PNUD. Considerando-se apenas o índice de educação o valor é de 0,537, o valor do índice de longevidade é de 0,837 e o de renda é de 0,646. De 2000 a 2010, a proporção de pessoas com renda domiciliar per capita de até meio salário mínimo reduziu em 37,0% e em 2010, 77,6% da população vivia acima da linha de pobreza, 12,6% encontrava-se na linha da pobreza e 9,8% estava abaixo e o coeficiente de Gini, que mede a desigualdade social, era de 0,662, sendo que 1,00 é o pior número e 0,00 é o melhor. A participação dos 20% da população mais rica da cidade no rendimento total municipal era de 53,1%, ou seja, 14,9 vezes superior à dos 20% mais pobres, que era de 3,8%.
De acordo com dados do censo de 2010 realizado pelo IBGE, a população de Conselheiro Pena está composta por: 13 318 católicos (59,88%), 7 001 evangélicos (31,48%), 1 536 pessoas sem religião (6,91%), 56 Testemunhas de Jeová (0,25%) e 1,48% estão divididas entre outras religiões. A Paróquia São José, subordinada à Diocese de Governador Valadares, abrange todo o território municipal e sua sede é a Igreja Matriz de São José, que também configura-se como um dos principais atrativos da cidade.

## Política e administração

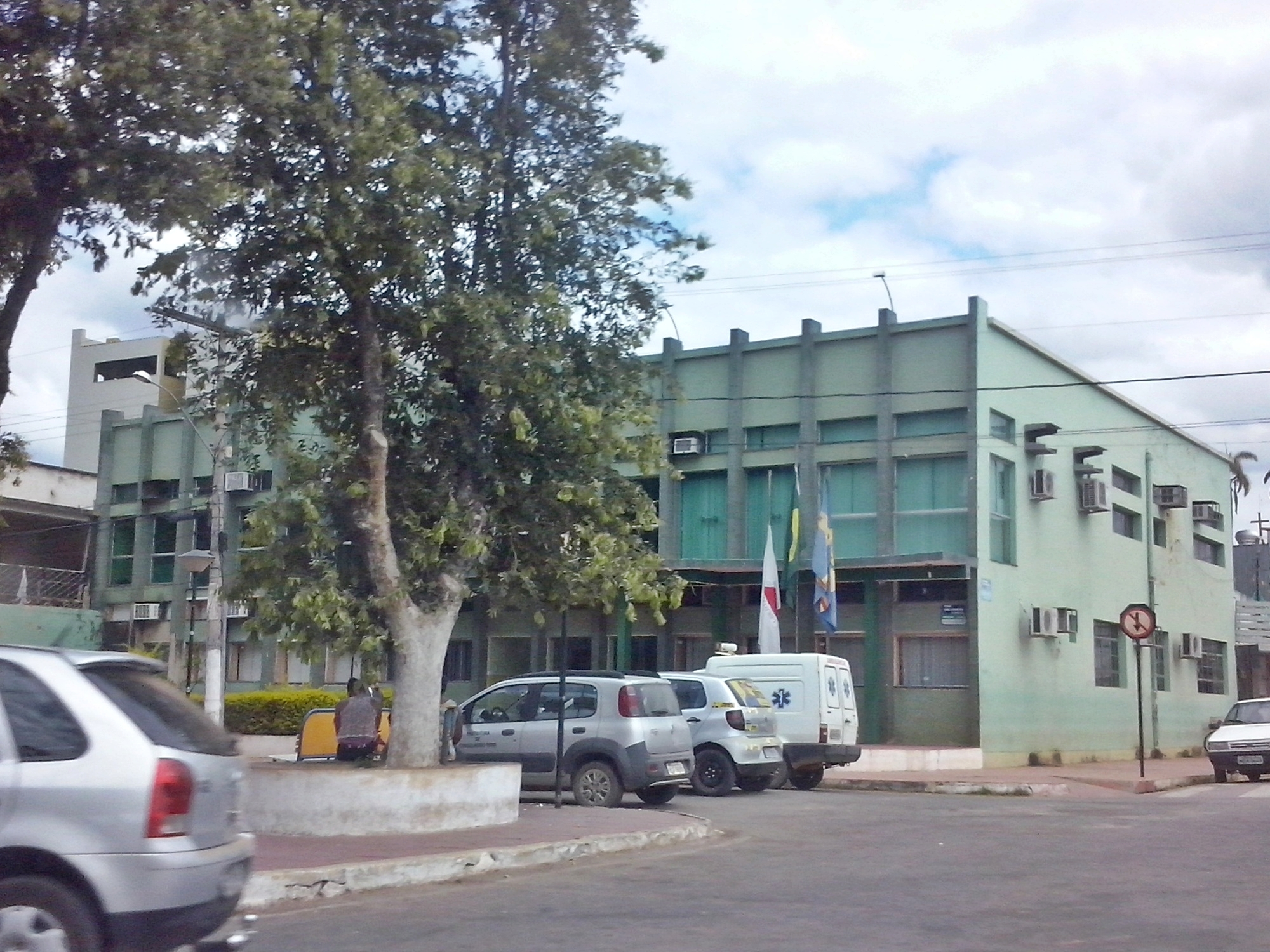
Sede da Prefeitura

A administração municipal se dá pelos Poderes Executivo e Legislativo. O Executivo é exercido pelo prefeito, auxiliado pelo seu gabinete de secretários. O Poder Legislativo, por sua vez, é constituído pela câmara municipal, composta por onze vereadores. Cabe à casa elaborar e votar leis fundamentais à administração e ao Executivo, especialmente o orçamento participativo (Lei de Diretrizes Orçamentárias).
Em complementação ao processo Legislativo e ao trabalho das secretarias, existem também conselhos municipais em atividade, entre os quais dos direitos da criança e do adolescente e tutelar, criados em 1992. Conselheiro Pena se rege por sua lei orgânica e abriga uma comarca do Poder Judiciário estadual, de primeira entrância, tendo como termos os municípios de Alvarenga, Cuparaque, Goiabeira e Tumiritinga. O município possuía, em janeiro de 2017, 17 143 eleitores, de acordo com o Tribunal Superior Eleitoral (TSE), o que representa 0,109% do eleitorado mineiro.

## Distritos
| Distrito                         | Código IBGE | Habitantes (2022) | Domicílios particulares (2022) |                 |           |       |     |
| -------------------------------- | ----------- | ----------------- | ------------------------------ | --------------- | --------- | ----- | --- |
| Distrito                         | Código IBGE | Habitantes (2022) | Domicílios particulares (2022) | Barra do Cuieté | 311840315 | 1 303 | 524 |
| Bueno                            | 311840320   | 970               | 378                            |                 |           |       |     |
| Conselheiro Pena (distrito-sede) | 311840305   | 15 269            | 5 787                          |                 |           |       |     |
| Cuieté Velho                     | 311840325   | 682               | 268                            |                 |           |       |     |
| Ferruginha                       | 311840335   | 1 680             | 677                            |                 |           |       |     |
| Penha do Norte                   | 311840345   | 920               | 364                            |                 |           |       |     |

## Economia
No Produto Interno Bruto (PIB) de Conselheiro Pena, destacam-se a agropecuária e a área de prestação de serviços, com relevante participação da extração mineração. De acordo com dados do IBGE, relativos a 2011, o PIB do município era de R$ 209 278 mil. 8 812 mil reais eram de impostos sobre produtos líquidos de subsídios a preços correntes e o PIB per capita era de R$ 9 392,64. Em 2010, 55,53% da população maior de 18 anos era economicamente ativa, enquanto que a taxa de desocupação era de 7,01%.
Salários juntamente com outras remunerações somavam 24 469 mil reais e o salário médio mensal de todo município era de 1,9 salários mínimos. Havia 373 unidades locais e 387 empresas atuantes. Segundo o IBGE, 73,76% das residências sobreviviam com menos de salário mínimo mensal por morador (5 446 domicílios), 17,03% sobreviviam com entre um e três salários mínimos para cada pessoa (1 257 domicílios), 2,09% recebiam entre três e cinco salários (154 domicílios), 1,30% tinham rendimento mensal acima de cinco salários mínimos (96 domicílios) e 5,82% não tinham rendimento (430 domicílios).
Setor primário
| Produção de milho, cana-de-açúcar e mandioca (2012) | Produção de milho, cana-de-açúcar e mandioca (2012) | Produção de milho, cana-de-açúcar e mandioca (2012) |
| --------------------------------------------------- | --------------------------------------------------- | --------------------------------------------------- |
| Produto                                             | Área colhida (hectares)                             | Produção (tonelada)                                 |
| Milho                                               | 1 850                                               | 6 588                                               |
| Cana-de-açúcar                                      | 45                                                  | 2 070                                               |
| Mandioca                                            | 38                                                  | 475                                                 |

A pecuária e a agricultura representam o segundo setor mais relevante na economia de Conselheiro Pena. Em 2011, de todo o PIB da cidade, 56 124 mil reais era o valor adicionado bruto da agropecuária, enquanto que em 2010, 30,79% da população economicamente ativa do município estava ocupada no setor. Segundo o IBGE, em 2012 o município possuía um rebanho de 12 asininos, 77 112 bovinos, 77 bubalinos, 467 caprinos, 2 863 equinos, 913 muares, 724 ovinos, 3 033 suínos e 19 311 aves, entre estas 6 314 galinhas e 12 997 galos, frangos e pintinhos. Neste mesmo ano a cidade produziu 22 768 mil litros de leite de 17 871 vacas, 31 mil dúzias de ovos de galinha e 4 240 quilos de mel de abelha.
Na lavoura temporária são produzidos principalmente o milho (6 588 toneladas produzidas e 1 850 hectares cultivados), a cana-de-açúcar (2 070 toneladas e 45 hectares) e a mandioca (475 toneladas e 38 hectares), além do arroz, da batata-doce, do feijão e da melancia. Já na lavoura permanente destacam-se o café (6 720 toneladas produzidas e 5 600 hectares cultivados), a manga (750 toneladas produzidas e 67 hectares cultivados) e a banana (432 toneladas e 36 hectares), além do abacate, do coco-da-baía, da goiaba, da laranja, do limão, do mamão e da tangerina.
Setores secundário e terciário

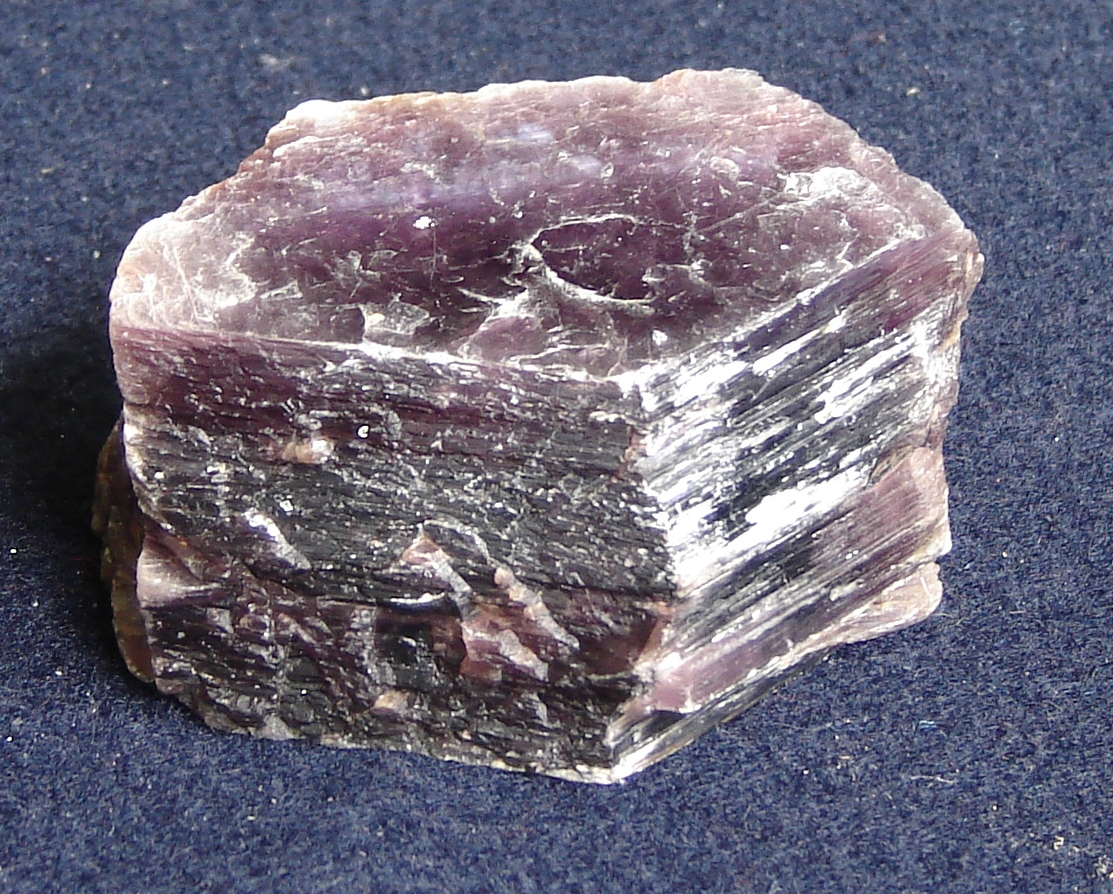
Cristal de lepidolita extraído na cidade

A indústria, em 2011, era o setor menos relevante para a economia do município. 22 437 reais do PIB municipal eram do valor adicionado bruto do setor secundário. A produção industrial é incipiente na cidade, mesmo que comece a dar sinais de aprimoramento, sendo resumida principalmente à fabricação de produtos alimentícios, ligada ao café, e à extração mineral. Na primeira metade do século XX foram encontradas jazidas de pedras semipreciosas em Conselheiro Pena, que alavancaram a exploração das terras municipais em busca de minerais preciosos. Segundo o Departamento Nacional de Produção Mineral (DNPM), as principais reservas minerais do município são de berílio, feldspato, mica e quartzo e de acordo com estatísticas do ano de 2010, 0,39% dos trabalhadores de Conselheiro Pena estavam ocupados no setor industrial extrativo e 6,23% na indústria de transformação.
O comércio ganhou força em Conselheiro Pena após a implantação da Estrada de Ferro Vitória a Minas (EFVM), na década de 1910, quando surgiu o pequeno núcleo urbano ao redor da estação ferroviária e estabelecem-se alguns moradores e pequenos comerciantes. A ferrovia ajudou a atrair consumidores de outras cidades, favorecendo as vendas da produção da agricultura e exploração mineral. Em 2010, 8,78% da população ocupada estava empregada no setor de construção, 1,22% nos setores de utilidade pública, 13,25% no comércio e 36,16% no setor de serviços e em 2011, 121 905 reais do PIB municipal eram do valor adicionado bruto do setor terciário.

## Infraestrutura

### Habitação e criminalidade

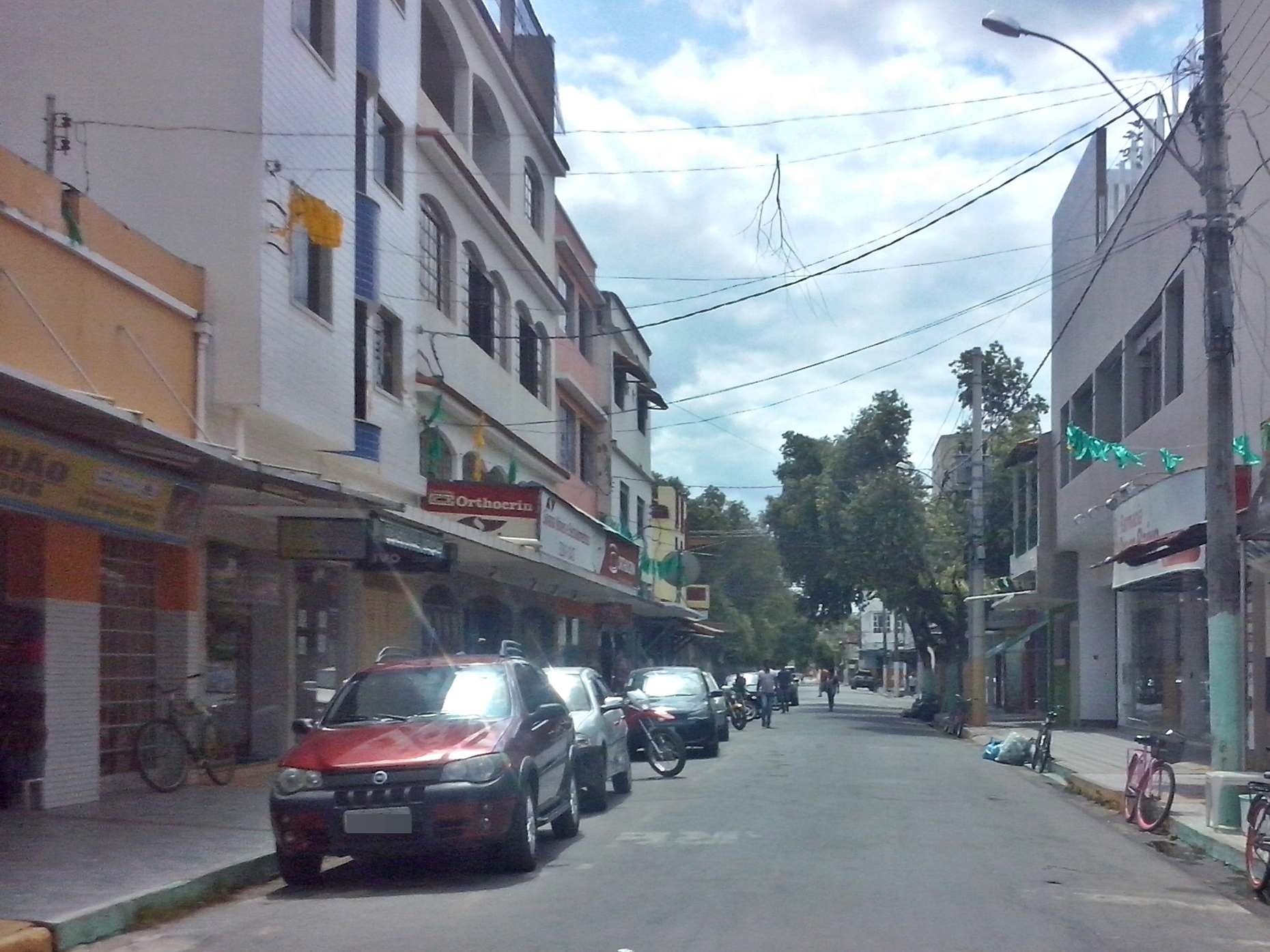
Sobrados em uma rua no Centro de Conselheiro Pena

No ano de 2010 a cidade tinha 7 383 domicílios particulares permanentes. Desse total, 6 708 eram casas, 664 eram apartamentos, seis eram habitações em casa de cômodos ou cortiços e cinco eram habitações em casas de vila ou em condomínios. Do total de domicílios, 4 482 são imóveis próprios (4 385 já quitados e 97 em aquisição); 1 664 foram alugados; 1 219 foram cedidos (299 cedidos por empregador e 920 cedidos de outra forma) e 18 foram ocupados de outra maneira. Parte dessas residências conta com água tratada, energia elétrica, esgoto, limpeza urbana, telefonia fixa e telefonia celular. 5 990 domicílios eram atendidos pela rede geral de abastecimento de água (81,13% do total); 7 322 (99,17%) possuíam banheiros para uso exclusivo das residências; 5 571 (75,45% deles) eram atendidos por algum tipo de serviço de coleta de lixo; e 7 333 (99,32%) possuíam abastecimento de energia elétrica.
A criminalidade ainda é um problema presente em Conselheiro Pena. Entre 2006 e 2008, a taxa de homicídios no município foi de 35,6 para cada 100 mil habitantes, ficando no 20° lugar a nível estadual e no 344° lugar a nível nacional. Já em relação à taxa de óbitos por acidentes de transito, o índice foi de 17,1 para cada 100 mil habitantes, ficando no 152° a nível estadual e no 1352° lugar a nível nacional. Neste período, não houve registros de suicídios.

### Saúde e educação
Em 2009, o município possuía 14 estabelecimentos de saúde entre hospitais, pronto-socorros, postos de saúde e serviços odontológicos, sendo oito deles públicos e pertencentes à rede municipal e seis privados. Do total de estabelecimentos, nove eram integrantes do Sistema Único de Saúde (SUS) e havia 29 leitos para internação; todos nos estabelecimentos privados. Em 2012, 97,8% das crianças menores de 1 ano de idade estavam com a carteira de vacinação em dia. Em 2011, foram registrados 270 nascidos vivos, sendo que o índice de mortalidade infantil neste ano foi de 18,5 óbitos de crianças menores de cinco anos de idade a cada mil nascidos. Em 2010, 3,93% das mulheres de 10 a 17 anos tiveram filhos, sendo 0,78% entre meninas de 10 a 14 anos e a taxa de atividade nessa faixa etária de 8,07%. 3 799 crianças foram pesadas pelo Programa Saúde da Família em 2012, sendo que nenhuma do total estava desnutrida.
Na área da educação, o Índice de Desenvolvimento da Educação Básica (IDEB) médio entre as escolas públicas de Conselheiro Pena era, no ano de 2011, de 5,1 (numa escala de avaliação que vai de nota 1 a 10), sendo que a nota obtida por alunos do 5º ano (antiga 4ª série) foi de 5,8 e do 9º ano (antiga 8ª série) foi de 4,4; o valor das escolas públicas de todo o Brasil era de 4,0. Em 2010, 3,82% das crianças com faixa etária entre sete e quatorze anos não estavam cursando o ensino fundamental. A taxa de conclusão, entre jovens de 15 a 17 anos, era de 54,1% e o percentual de alfabetização de jovens e adolescentes entre 15 e 24 anos era de 98,1%. A distorção idade-série entre alunos do ensino fundamental, ou seja, com com idade superior à recomendada, era de 11,6% para os anos iniciais e 24,7% nos anos finais e, no ensino médio, a defasagem chegava a 23,4%. Dentre os habitantes de 18 anos ou mais, 35,79% tinham completado o ensino fundamental e 21,86% o ensino médio, sendo que a população tinha em média 9,08 anos esperados de estudo.
Em 2010, de acordo com dados da amostra do censo demográfico, da população total, 6 209 habitantes frequentavam creches e/ou escolas. Desse total, 78 frequentavam creches, 450 estavam no ensino pré-escolar, 327 na classe de alfabetização, 253 na alfabetização de jovens e adultos, 3 465 no ensino fundamental, 693 no ensino médio, 235 na educação de jovens e adultos do ensino fundamental, 199 na educação de jovens e adultos do ensino médio, 50 na especialização de nível superior e 459 em cursos superiores de graduação. 16 033 pessoas não frequentavam unidades escolares, sendo que 3 445 nunca haviam frequentado e 12 588 haviam frequentado alguma vez. O município contava, em 2012, com aproximadamente 4 460 matrículas nas instituições de ensino da cidade. Segundo o IBGE, neste mesmo ano, das 19 escolas do ensino fundamental, 12 pertenciam à rede pública municipal, cinco à rede pública estadual e duas às redes particulares. Dentre as quatro escolas que ofereciam ensino médio, três pertenciam à rede pública estadual e uma era escola privada.
| Ensino pré-escolar | 495   | 25  | 11 |
| Ensino fundamental | 3 123 | 189 | 19 |
| Ensino médio       | 842   | 59  | 4  |

### Comunicação e serviços básicos
O código de área (DDD) de Conselheiro Pena é 033 e o Código de Endereçamento Postal (CEP) vai de 35240-000 a 35245-999. No dia 10 de novembro de 2008 o município passou a ser servido pela portabilidade, juntamente com outros municípios com o mesmo DDD. A portabilidade é um serviço que possibilita a troca da operadora sem a necessidade de se trocar o número do aparelho.
A responsável pelo serviço de abastecimento de energia elétrica é a Companhia Energética de Minas Gerais (Cemig). Segundo a empresa, em 2003 havia 7 666 consumidores e foram consumidos 16 393 253 KWh de energia. Já o serviço de abastecimento de água e coleta de esgoto da cidade é feito pelo Serviço Autônomo de Água e Esgoto (SAAE Conselheiro Pena), que foi criado em 4 de setembro de 1952 e encarrega-se dessas funções desde então. A água fornecida ao município era extraída do rio Doce até outubro de 2013, passando a ser retirada do rio João Pinto, sendo tratada na estação de tratamento de água municipal, que foi construída em 1949 pela Fundação Serviços de Saúde Pública (FSesp), equivalente à atual Fundação Nacional de Saúde (Funasa). Em 2008, havia 7 852 unidades consumidoras e eram distribuídos em média 2 992 m³ de água tratada por dia.

### Transportes
A frota municipal no ano de 2012 era de 6 225 veículos, sendo 2 639 automóveis, 202 caminhões, 439 caminhonetes, 55 caminhonetas, um micro-ônibus, 2 562 motocicletas, 173 motonetas, 53 ônibus, dois tratores de rodas, três utilitários e 96 classificados como outros tipos de veículos. A rodovias que cortam o município são a BR-259, que começa em João Neiva, no Espírito Santo, passa por Governador Valadares e termina em Felixlândia, na região central mineira, e liga Conselheiro Pena e outras cidades à BR-381 e, posteriormente, às regiões do Vale do Aço e de Belo Horizonte; e a MG-422, que começa em Cuparaque, na divisa com o Espírito Santo, e termina na BR-259, próxima ao distrito de Calixto, em Resplendor.
No começo do século XX, o então pequeno povoado de Lajão, pertencente a Itanhomi, passou a ter transporte ferroviário fornecido pela Estrada de Ferro Vitória a Minas (EFVM), cujas obras de construção deram progresso à economia e colaboraram com o desenvolvimento local, sendo que o núcleo urbano estabeleceu-se ao redor da estação ferroviária. O terminal da cidade foi inaugurado em 4 de dezembro de 1908, oferecendo transporte de passageiros com saídas diárias para Belo Horizonte e Vitória ou outras cidades que possuam estações.

## Cultura

### Manifestações culturais e instituições

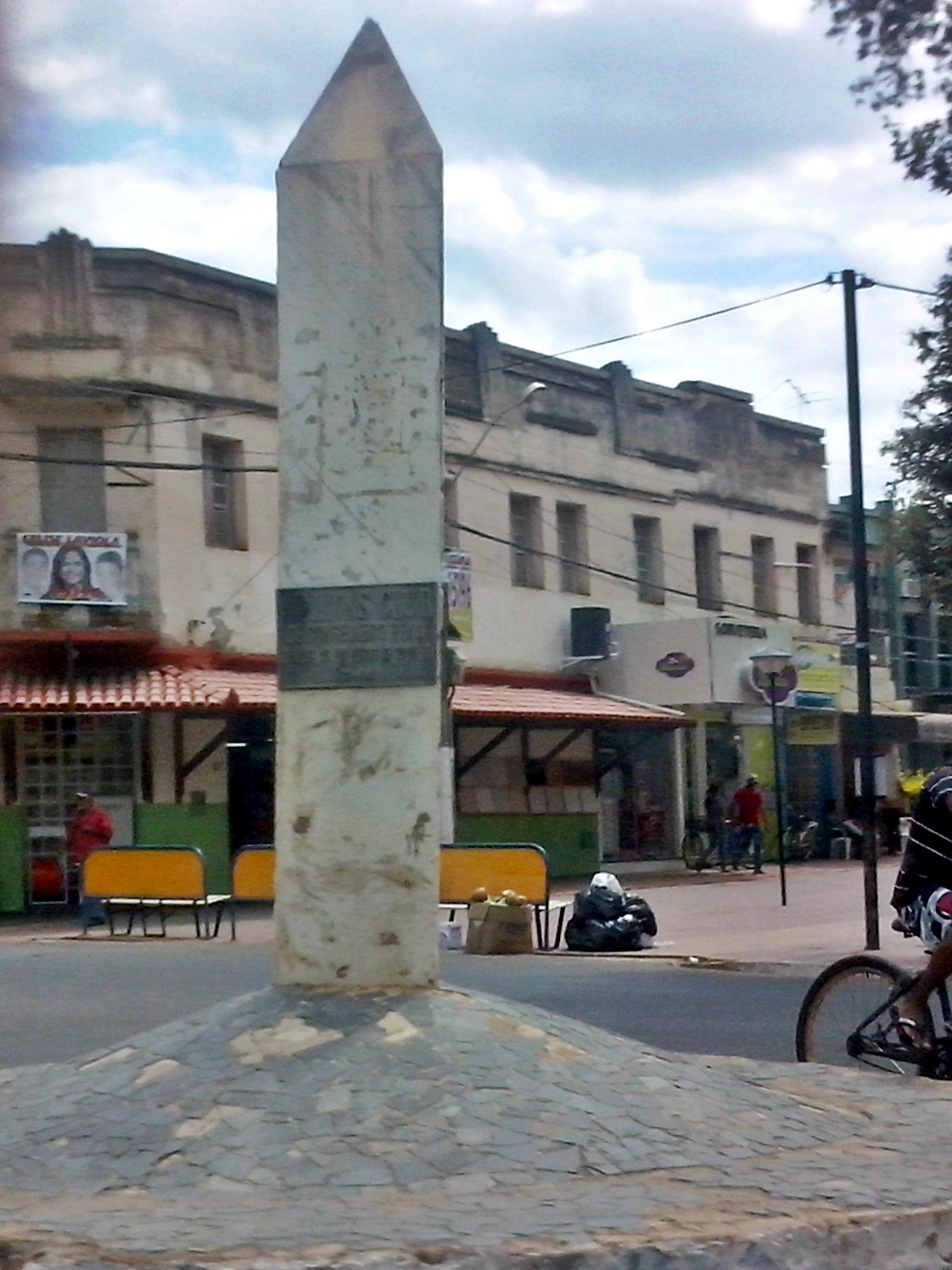
Marco no Centro de Conselheiro Pena

Conselheiro Pena conta com um conselho de preservação do patrimônio, criado em 1998 e de caráter paritário e deliberativo, e legislação municipal de proteção ao patrimônio cultural material. Dentre os espaços culturais, destaca-se a existência de uma biblioteca mantida pelo poder público municipal, clubes, associações recreativas e estádios ou ginásios poliesportivos, segundo o IBGE em 2005 e 2012. Também há existência de grupos artísticos de bandas musicais e blocos carnavalescos, de acordo com o IBGE em 2012. O artesanato é uma das formas mais espontâneas da expressão cultural conselheiro-penense, sendo que, segundo o IBGE, a principal atividade artesanal desenvolvida em Conselheiro Pena é o bordado.
Dentre os eventos, destacam-se o Carnaval de Conselheiro Pena, organizado há décadas em fevereiro ou março, com desfiles dos blocos carnavalescos da cidade, trios elétricos e shows com bandas regionais, sendo um dos maiores de todo o leste mineiro e atraindo milhares de pessoas de várias cidades da região em algumas edições; a Festa de São José, celebrada na semana de seu dia, 19 de março, desde a década de 1930, com shows musicais, barracas com comidas típicas, novenas e missas em homenagem ao padroeiro do município; e as comemorações do aniversário da cidade, que mesmo sendo celebrado em 17 de dezembro, conta com realização de shows, exposições, espetáculos culturais, campeonatos esportivos e missas durante vários dias.

### Atrativos
Um dos principais atrativos turísticos de Conselheiro Pena é o Parque Estadual de Sete Salões, que além de ser uma das principais reservas ambientais de Mata Atlântica na região do Vale do Rio Doce, possui um complexo de morros, matas e cachoeiras, além da Gruta dos Sete Salões, com pinturas rupestres. Muitos dos atrativos do parque são abertos ao público, sendo interligados por trilhas. Também no interior do parque, situa-se a Serra da Onça, que destaca-se pelas suas pinturas rupestres localizadas nos sítios arqueológicos da Onça, da Lapa e da Pedra do Letreiro. Releva-se ainda o conjunto paisagístico formado pelo caminho do rio Doce, onde tornou-se comum a prática de esportes aquáticos, da pesca e a apreciação das paisagens formadas pelo curso hidrográfico em meio ao relevo ondulado, principalmente durante o pôr do sol. Na Serra do Padre Ângelo várias elevações propiciam a prática de esportes radicais, como escaladas, rapel, mountain bike e voos de parapente. Também há várias trilhas e cachoeiras abertas à visitação.

### Feriados
Em Conselheiro Pena há dois feriados municipais e oito feriados nacionais, além dos pontos facultativos. Os feriados municipais são o dia de São José, padroeiro da cidade, celebrado em 19 de março; e o dia do aniversário da cidade, comemorado em 17 de dezembro. De acordo com a lei federal nº 9.093, aprovada em 12 de setembro de 1995, os municípios podem ter no máximo quatro feriados municipais com âmbito religioso, já incluída a Sexta-Feira Santa.